# Кумаріла Бгатта
Кумаріла Бгатта — індійський філософ, один з найвідоміших викладачів філософської школи міманса. Жив на рубежі 7-8 століття н.е.
Відстоював істинність вед через відсутність в них автора, а значить їхнє нелюдське походження. Протистояв буддійському скептицизму.